# Ferdinand Paci
Ferdinand Nush Paci (ur. 30 maja 1940 w Szkodrze, zm. 13 września 1975 w Theth) – albański malarz, ojciec Adriana Paciego.

## Życiorys
Był najmłodszym dzieckiem szkoderskiego jubilera Nusha Paciego i jego żony Lucii. Kształcił się początkowo w szkole pedagogicznej w Szkodrze, a następnie uczył się rysunku pod kierunkiem znanych malarzy Simona Rroty i Vladimira Janiego. Po ukończeniu nauki w liceum artystycznym Jordan Misja w Tiranie zaczął malować obrazy związane z wielkimi inwestycjami lat 60., w tym szczególnie budową hydroelektrowni w Vau e Dejes. W latach 1960–1965 studiował w Instytucie Sztuk w Tiranie, pod kierunkiem Vilsona Kilicy i Danisha Jukniu. Po studiach wrócił do Szkodry. W 1970 jego prace zaprezentowano na wystawie młodych twórców Młodość w pracy i w życiu. Zginął w wypadku samochodowym w rejonie Theth.

## Twórczość
W dorobku artysty dominują sceny rodzajowe utrzymane w stylistyce realizmu socjalistycznego. 11 prac Paciego z lat 1957-1975 znajduje się w zbiorach Narodowej Galerii Sztuki w Tiranie, która w 2005 zorganizowała retrospektywną wystawę jego twórczości (kuratorem wystawy był syn Paciego, Adrian). W 2017 prace artysty zaprezentowano w Muzeum Sztuki San Rocco w Trapani, na Sycylii (kurator Giovanni de Lazari).
Był żonaty (żona Brigjida), miał jednego syna.